# Gateway (Album)
Gateway ist ein Jazzalbum von John Abercrombie, Dave Holland und Jack DeJohnette. Die im März 1975 in den Bauer Studios, Ludwigsburg, entstandenen Aufnahmen erschienen im Oktober 1975 auf ECM Records. 2024 wurde das Album in der Reihe ECM Luminessence Vinyl wiederveröffentlicht.

## Hintergrund
Gateway war das erste Album des gleichnamigen Trios des Gitarristen John Abercrombie mit dem Bassisten Dave Holland und dem Schlagzeuger Jack DeJohnette. Mitte der 1970er-Jahre erlangte das ECM-Label unter Manfred Eicher einen beneidenswerten Ruf für seine mutigen Aufnahmen und die wachsende Zahl gefeierter Musiker, notierte Martin Gates. Abercrombie, Holland und DeJohnette nahmen bereits für das Label auf, bevor sie als Gateway zusammenkamen; nachdem sie bei früheren Sessions zusammengearbeitet hatten, war es wahrscheinlich eine natürliche Schlussfolgerung, dieses Gespann als Trio zusammenzubringen.
Gitarristenkollege Nels Cline hat in seinem Essay, abgedruckt in den Liner Notes der Neuausgabe von 2024, versucht, das Album innerhalb der Siebzigerjahre als Ganzes, zu kontextualisieren, und vor dem Hintergrund der großen Bedeutung der gitarrengeführten Fusion-Bands dieser Ära, die eigene Geschichte von ECM hinsichtlich Gitarristen und der potenziellen Relevanz von „Progressiver Musik“ sowie der beruflichen Werdegänge der drei Teilnehmer dargestellt. Jeder von ihnen kam zu dem Album – dessen Titel, wie der von Azymuth, zum späteren Namen der Gruppe wurde – zu einem Zeitpunkt, an dem sie sich von dem entfernt hatten, was als Fusion bezeichnet wird – wo man Bitches Brew (1970) nennen müsste, auf dem sowohl Holland als auch DeJohnette beteiligt waren – und etwas spielten, das der freien Improvisation näher komme. Nels Cline erwähnt zu den Abercrombie- und Abercrombie/DeJohnette-Kompositionen „Unshielded Desire“ und „Sorcery 1“, dass diese beiden Titel möglicherweise das letzte Mal seien, wo Abercrombie eine Fuzzbox bei einer ECM-Session eingesetzt habe.
Dave Holland steuerte vier der sechs Kompositionen bei, während DeJohnette die anderen beiden verfasst hatte, wobei jedoch eine („Unshielded Desire“) gemeinsam mit Abercrombie entstanden war. Toningenieur war Martin Wieland.

## Titelliste
- John Abercrombie, Dave Holland, Jack DeJohnette – Gateway (ECM 1061 ST)[4]

A1		Back - Woods Song (D. Holland) 7:52

A2		Waiting (D. Holland)
2:09 

A3		May Dance (D. Holland) 11:02 

B1		Unshielded Desire (J. DeJohnette, J. Abercrombie)
4:50 

B2		Jamala (D. Holland) 4:49 

B3		Sorcery I (J. DeJohnette) 10:58

## Rezeption

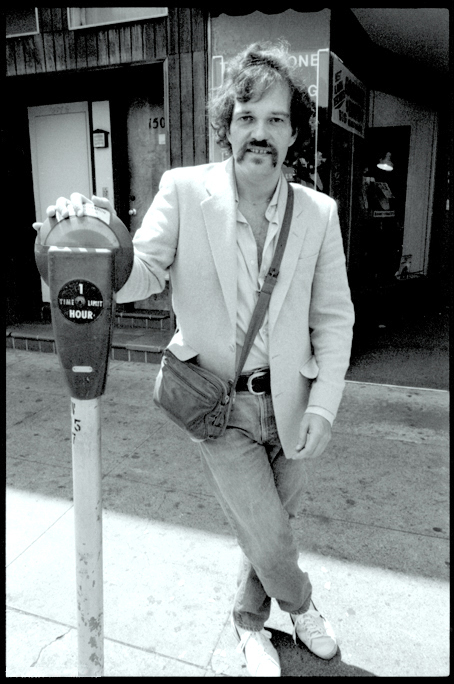
John Abercrombie (1981)

Scott Yanow verlieh dem Album in Allmusic viereinhalb Sterne und schrieb, John Abercrombie sei einer der Stars von ECM in seinen Anfängen gewesen. Sein Spiel in diesem Trio mit Holland und dem DeJohnette lasse sich wirklich nicht einfach kategorisieren. Abercrombies Improvisationen seien durchaus anspruchsvoll, doch da sein Sound rockig und manchmal ziemlich intensiv sei (besonders auf dem fast elfminütigen „Sorcery 1“), gebe es eigentlich keine stilistische Bezeichnung für die Musik. Das Zusammenspiel der drei Musiker sei ziemlich beeindruckend, doch man sollte es mehrere Male anhören, um alles zu verstehen, was da vor sich gehe, aber es sei die Mühe wert.
Gateway sei seit seinem Erscheinen zu einem Markstein für die Trios jedes experimentierfreudigen Gitarristen geworden, ohne selbst jemals besonders bekannt zu werden, meinte Phil Johnson (London Jazz News). In Abercrombies Spiel im ersten Stück seien Fragmente von Jerry Garcia und von Jimi Hendrix, aber auch der eher konventionelle Jazz-Sound von beispielsweise Jim Hall zu hören. Der Track bleibe ein absolutes Highlight. Gateway – sowohl das Album als auch die Gruppe – stelle eine Art Gitarrentrio-Improvisation dar, bei der die schiere Elektrizität von Abercrombies Gitarrensound absolut kompromisslos klingen lasse, komplett mit Verzerrungen durch verschiedene Pedal-gesteuerte und Tremolo-abhängige Add-Ons. Fast ein halbes Jahrhundert nach seiner Aufnahme klinge „Gateway“ immer noch lebendig und gefährlich. Die einzige Ballade des Albums, Hollands „Jamala“, biete dazu einen schönen und sehr willkommenen Kontrast.
Die Session beginne mit Dave Hollands atemberaubendem Bassriff; „Back-Woods Song“ sei die stilvolle Eröffnung des Albums, urteilte Mike Gates (UK Vibe). Und obwohl es tatsächlich Hollands hypnotisierendes Bassspiel und DeJohnettes einfallsreiches Schlagzeugspiel seien, die dem gesamten Album zugrunde liegen, könne man durchaus sagen, dass es Abercrombies Gitarre sei, die bei dieser Aufnahme weitgehend im Vordergrund stehe. Sein Spiel zeichne sich hier durch eine einzigartige Freiheit aus, fast schon skurril, mit einer furchtlosen Herangehensweise an seine Improvisationen, bei der er die Effekte voll ausnutze. In den sechs hier aufgenommenen Stücken gelinge es dem Trio, den Zuhörer mit einer berauschenden Mischung aus lebendiger Interaktion, kaskadierenden Soli und subtileren, nuancierteren Ausdrucksformen voll und ganz zu fesseln.